# バトルフロンティア/ポケモンかぞえうた
「バトルフロンティア／ポケモンかぞえうた」は、髙屋亜希那／金沢明子のシングル。2005年7月16日にピカチュウレコードから発売された。

## 内容
- 「バトルフロンティア」はテレビ東京系『ポケットモンスター アドバンスジェネレーション』のオープニングテーマ。また、『ミュウと波導の勇者 ルカリオ』のオープニングテーマとしても起用された。
- 「ポケモンかぞえうた」は同アニメのエンディングテーマ。

## 収録曲
1. バトルフロンティア [3:37]
歌：髙屋亜希那
作詞・作曲：Rie、編曲：高梨康治
2. ポケモンかぞえうた [3:35]
歌：金沢明子
作詞：戸田昭吾、作曲・編曲：たなかひろかず、振付：パンプキン北野
3. ポケモンシンフォニックオーケストラ 〜ミュージカルメドレー・バージョン〜 [5:24]
アドバンス・アドベンチャー〜チャレンジャー!!〜スマイル～そこに空があるから〜ポルカ・オ・ドルカ
4. バトルフロンティア（オリジナルカラオケ） [3:37]
5. ポケモンかぞえうた（オリジナルカラオケ） [3:33]

| テレビアニメ『ポケットモンスター アドバンスジェネレーション』オープニングテーマ 2005年7月7日 - 2005年10月20日 |                                   |                                           |
| 前作: 「ポケモンシンフォニックメドレー 〜POKÉMON SYMPHONIC MEDLEY〜」                                         | 髙屋亜希那 「バトルフロンティア」 | 次作: 松本梨香 「スパート!」              |
| テレビアニメ『ポケットモンスター アドバンスジェネレーション』エンディングテーマ 2005年7月7日 - 2005年10月20日 |                                   |                                           |
| 前作: GARDEN 「GLORY DAY 〜輝くその日〜」                                                                     | 金沢明子 「ポケモンかぞえうた」   | 次作: GARDEN 「GLORY DAY 〜輝くその日〜」 |